# Tour de la Semois
Ne doit pas être confondu avec Trophée des grimpeurs féminin.
Le Tour de la Semois (auparavant Trophée des Grimpeuses) est une course cycliste féminine qui se tient tous les ans en Belgique à Vresse-sur-Semois. Elle est créée en 2020 sous la forme d'une course d'un jour, et intègre le Calendrier international féminin UCI en classe 1.2. L'année suivante, l'organisation ajoute une deuxième étape à l'épreuve, qui passe en classe 2.2.

## Palmarès
| Année | Vainqueur                 | Deuxième         | Troisième               |
| ----- | ------------------------- | ---------------- | ----------------------- |
| 2020  | Inge van der Heijden      | Yara Kastelijn   | Kristabel Doebel-Hickok |
| 2021  | Floortje Mackaij          | Tayler Wiles     | Ella Harris             |
| 2022  | Maria Giulia Confalonieri | Mischa Bredewold | Eleonora Gasparrini     |
| 2023  | Karlijn Swinkels          | Clara Koppenburg | Noemi Rüegg             |
| 2024  | Karlijn Swinkels          | Thalita de Jong  | Maëva Squiban           |
| 2025  |                           |                  |                         |